# Ee (digráf)
Az Ee (kisbetűs alakja ee) a latin ábécé egy olyan digráfja, mely két e karakterből áll. 

## Nyelvészet
- Az angolban az « ee » digráf általában a [ɪə] kettős hangzót jelöli
- A németben az « ee » digráf áltlában az [eː] hangot jelöli.

## Informatikai megjelenítése
A digráfok többségéhez hasonlóan az Ee jelölésére sem létezik egy meghatározott billentyűkombináció, megjelenítéséhez egymás után kétszer le kell nyomni az e billentyűt. 

## Fordítás
Ez a szócikk részben vagy egészben  az    Ee (digramme) című francia Wikipédia-szócikk 175008564 ezen változatának fordításán alapul.  Az eredeti cikk szerkesztőit annak laptörténete sorolja fel. Ez a jelzés csupán a megfogalmazás eredetét és a szerzői jogokat jelzi, nem szolgál a cikkben szereplő információk forrásmegjelöléseként.